# Ella Baker
Ella Josephine Baker, född 13 december 1903 i Norfolk, Virginia, död 13 december 1986 i New York, var en afro-amerikansk aktivist för medborgerliga och mänskliga rättigheter, från 1930-talet och fram till sin död.
Baker grundade en av den amerikanska medborgarrättsrörelsens mest inflytelserika organisationer: Student Nonviolent Coordinating Committee (bättre känd som SNCC), vid Shaw University 1960.
Hennes arbete utfördes ofta "bakom kulisserna", vid sidan av några av medborgarrättsrörelsen ledare, till exempel W. E. B. Du Bois, Thurgood Marshall, A. Philip Randolph och Martin Luther King Jr.
Hon var också mentor för flera i den yngre generationen medborgarrättsaktivister, såsom Diane Nash, Stokely Carmichael, Rosa Parks och Bob Moses.

## Biografi
Bakers politiska medvetenhet tog sin form redan under hennes skoltid i North Carolina. Efter avslutade studier vid Shaw University i Raleigh flyttade hon till Harlem där hon bland annat kom att leda kurser i konsumentkunskap, arbetarhistoria och afrikansk historia. Hon deltog också i flera demonstrationer, bland annat mot Andra italiensk-abessinska kriget och för frigivning av de så kallade Scottsboro Boys, nio yngre svarta män mellan 12 och 20 år som ansågs oskyldigt dömda för våldtäkt av två vita kvinnor. Vid denna tid stod den kulturella rörelsen Harlemrenässansen på sin topp och den kom att påverka Bakers tankar.
1938 inledde Baker sitt mångåriga engagemang i National Association for the Advancement of Colored People (NAACP). 1940 anställdes hon som organisationens sekreterare och de följande åren blev hon en av organisationens mest tongivande aktivister. Hon insåg vikten av en demokratiskt uppbyggd organisation som företrädde vanliga människor. Hon såg också till att fler unga och fler kvinnor engagerade sig.
I januari 1957 reste Baker till Atlanta, Georgia, för att delta i ett möte med syftet att utveckla det regionala medborgarrättsarbetet som tagit fart i och med den framgångsrika bussbojkotten i Montgomery. De närvarande vid mötet träffades åter i februari då organisationen Southern Christian Leadership Conference grundades och Baker blev dess första anställda. Baker stannade i organisationen fram till 1960, då hon lämnade för engagemang inom Student Nonviolent Coordinating Committee (SNCC), en organisation som hon själv var med och startade. I SNCC kom Parker att fortsätta sin kamp för medborgerliga rättigheter. Hon var bland annat med och organiserade 1961 års Freedom rides,  en manifestation mot de amerikanska sydstaternas segregerade kollektivtrafik.
1967 flyttade Baker tillbaka till New York, där hon levt under 1930-talet, för att fortsätta sin aktivism. 
1972 reste hon landet runt i en kampanj för att befria Angela Davis och de följande åren kom hon att bli en högljudd kritiker av Apartheid-systemet i Sydafrika. Parker var också förespråkare för ett självständigt Puerto Rico. Hennes samhälleliga intresse var intakt ända fram till hennes död år 1986.